# Danh sách 100 phim hài của Viện phim Mỹ
Danh sách 100 phim hài của Viện phim Mỹ (tiếng Anh: AFI's 100 Years... 100 Laughs) là một trong các danh sách được Viện phim Mỹ (American Film Institute, viết tắt là AFI) lập ra nhân dịp kỉ niệm 100 năm ngày ra đời của nghệ thuật điện ảnh. Danh sách này bao gồm 100 bộ phim hài được coi là hay nhất của điện ảnh Mỹ, nó được công bố ngày 14 tháng 6 năm 2000.

## Danh sách
1. Some Like It Hot (1959)
2. Tootsie (1982)
3. Dr. Strangelove or: How I Learned to Stop Worrying and Love the Bomb (1964)
4. Annie Hall (1977)
5. Duck Soup (1933)
6. Blazing Saddles (1974)
7. MASH (1970)
8. It Happened One Night (1934)
9. The Graduate (1967)
10. Airplane! (1980)
11. The Producers (1968)
12. A Night at the Opera (1935)
13. Young Frankenstein (1974)
14. Bringing Up Baby (1938)
15. The Philadelphia Story (1940)
16. Singin' in the Rain (1952)
17. The Odd Couple (1968)
18. The General (1927)
19. His Girl Friday (1940)
20. The Apartment (1960)
21. A Fish Called Wanda (1988)
22. Adam's Rib (1949)
23. When Harry Met Sally... (1989)
24. Born Yesterday (1950)
25. The Gold Rush (1925)
26. Being There (1979)
27. There's Something About Mary (1998)
28. Ghostbusters (1984)
29. This Is Spinal Tap (1984)
30. Arsenic and Old Lace (1944)
31. Raising Arizona (1987)
32. The Thin Man (1934)
33. Thời đại tân kỳ (Modern Times, 1936)
34. Groundhog Day (1993)
35. Harvey (1950)
36. National Lampoon's Animal House (1978)
37. The Great Dictator (1940)
38. City Lights (1931)
39. Sullivan's Travels (1941)
40. It's a Mad, Mad, Mad, Mad World (1963)
41. Moonstruck (1987)
42. Big (1988)
43. American Graffiti (1973)
44. My Man Godfrey (1936)
45. Harold and Maude (1972)
46. Manhattan (1979)
47. Shampoo (1975)
48. A Shot in the Dark (1964)
49. To Be or Not to Be (1942)
50. Cat Ballou (1965)
51. The Seven Year Itch (1955)
52. Ninotchka (1939)
53. Arthur (1981)
54. The Miracle of Morgan's Creek (1944)
55. The Lady Eve (1941)
56. Abbott and Costello Meet Frankenstein (1948)
57. Diner (1982)
58. It's a Gift (1934)
59. A Day at the Races (1937)
60. Topper (1937)
61. What's Up, Doc? (1972)
62. Sherlock, Jr. (1924)
63. Beverly Hills Cop (1984)
64. Broadcast News (1987)
65. Horse Feathers (1932)
66. Take the Money and Run (1969)
67. Mrs. Doubtfire (1993)
68. The Awful Truth (1937)
69. Bananas (1971)
70. Mr. Deeds Goes to Town (1936)
71. Caddyshack (1980)
72. Mr. Blandings Builds His Dream House (1948)
73. Monkey Business (1931)
74. Nine to Five (1980)
75. She Done Him Wrong (1933)
76. Victor/Victoria (1982)
77. The Palm Beach Story (1942)
78. Road to Morocco (1942)
79. The Freshman (1925)
80. Sleeper (1973)
81. The Navigator (1924)
82. Private Benjamin (1980)
83. Father of the Bride (1950)
84. Lost in America (1985)
85. Dinner at Eight (1933)
86. City Slickers (1991)
87. Fast Times at Ridgemont High (1982)
88. Beetlejuice (1988)
89. The Jerk (1979)
90. Woman of the Year (1942)
91. The Heartbreak Kid (1972)
92. Ball of Fire (1941)
93. Fargo (1996)
94. Auntie Mame (1958)
95. Silver Streak (1976)
96. Sons of the Desert (1933)
97. Bull Durham (1988)
98. The Court Jester (1956)
99. The Nutty Professor (1963)
100. Good Morning, Vietnam (1987)